# Arkanoid
Arkanoid je počítačová hra pro operační systém DOS.[zdroj?] Její historie sahá až do roku 1972, kdy vznikla hra Pong, následovaná roku 1976 hrou Breakout. Arkanoid se v roce 1986 dostal na špičku her tohoto typu díky kombinaci nejlepších vlastností Pongu a Breakoutu.[zdroj?]
Cílem hry je zbořit „stavbu“ vytvořenou z cihliček, která se nachází v horní části obrazovky. Toho se má dosáhnout postupným odbouráváním jednotlivých cihliček míčkem, který se odráží od stěn a od malé plošiny umístěné v dolní části obrazovky, kterou ovládá hráč. Pokud hráč padající míček nedokáže odrazit, míček propadává dolů a hráč ztrácí život.
Hra je díky své relativní nenáročnosti stále populární jak mezi hráči, tak i mezi programátory.[zdroj?]
Původní Arkanoid se dočkal mnoha verzí a předělávek s různými bonusy a doplňky. Jednou z těchto předělávek je hra Batty, která umožňuje společnou hru dvou hráčů (multiplayer). Hra Shatter navíc umí ovlivňovat dráhu míčku i jinak než odrazem od pálky, struktura cihliček se může měnit, mohou dokonce přibývat a některé úrovně obsahují místo cihliček nepřátele, nad kterými je možné zvítězit tak, že se míček trefí do jejich slabého místa.